# Íon de Quio
Íon de Quio (em grego clássico: Ἴων, Ion; c. 490/480 - c. 420 a.C.) foi um escritor, dramaturgo, poeta lírico e filósofo Grego. Foi contemporâneo de Ésquilo, Euripides e Sófocles. Das suas muitas peças e poemas apenas restam alguns títulos e fragmentos. Ele também escreveu alguns trabalhos em prosa, incluindo um texto Pitagórico, o Triagmos, do qual sobrevivem alguns fragmentos.

## Vida
Tendo sido filho de Ortómenes, foi apelidado de filho de Xuto: uma alcunha que provavelmente aludia a Xuto, o pai do mítico Íon. Quando era pequeno foi para Atenas, onde usufruiu da sociedade de Címon, do qual deixou avisos laudatórios em algumas das suas obras que são citados por Plutarco. Plutarco informa-nos que Íon criticava seriamente Péricles, do qual é dito ter sido o seu rival no amor. Íon estava relativamente familiarizado com Ésquilo, a julgar por uma anedota relatada por Plutarco, mas não se assumiu como escritor de tragédias até à morte de Ésquilo. Também sabemos pelo próprio Íon que ele conheceu Sófocles em Quio, quando este foi comandante da expedição contra Samos, em 440 a.C.
A sua primeira tragédia teve lugar na 82a Olimpíada (em 452 a.C.); é mencionado que ele foi terceiro em competição com Euripides e Iofon, na Olímpiada 87.4 (429-8 a.C.); e morreu antes de 421 a.C., como parece pela Paz de Aristófanes, que teve lugar nesse ano. Apenas é mencionada uma vitória de Íon: numa ocasião é dito que, tendo ganho os prémios ditirambico e trágico ao mesmo tempo, ele presenteou cada Ateniense com um jarro de vinho de Quio. Assim, parece que ele era um homem de uma riqueza considerável. É mencionado por Estrabão entre os homens célebres de Quio.

## Trabalhos
O número das suas tragédias é relatado entre 12, 30, e 40. Possuímos os títulos e alguns fragmentos de 11, nomeadamente, Agamémnon; Alcmena; Argeioi; Grande Drama; Phroupoi; Fénix ou Kaineu; Fénix Deuteros; Teukros; Ônfale; Eurytidai; Laertes. O Ônfale foi um drama satírico. Pseudo-Longino descreve o estilo das tragédias de Íon como marcadas por refinamentos insignificantes e falta de ousadia, e junta-lhe a expressão de que ninguém no seu juízo perfeito compararia o valor do Édipo com todas as tragédias juntas de Íon. Ainda assim, ele foi grandemente admirado, primariamente, parce, por uma espécie de sagacidade elegante. Há algumas passagens bonitas nos fragmentos existentes das suas tragédias. Foram escritos comentários sobre ele por Arcesilau, Batão de Sinope, Dídimo, Epigenes, e mesmo por Aristarco. Para além das suas tragédias, é-nos dito pelos escólios em Aristófanes, que Íon também escreveu poemas líricos, comédias, epigramas, peãs, hinos, escólios, e elegias. Alguns restos das suas elegias encontram-se na Antologia Grega.
Os seus trabalhos em prosa, mencionados pelos escólios em Aristófanes, são o chamado Presbeutikon, que alguns acharam espúrio; Ktisis; Kosmologikos; Hypomnemata; e alguns outros, que não são especificados. A natureza do primeiro destes trabalhos não é conhecida. O título completo do Ktisis era Xiou Ktisis: foi um trabalho histórico, no dialecto jónico, e aparentemente imitava Heródoto: foi provavelmente o mesmo que o Syngraphe, que é citado por Pausanias. O Cosmológico é provavelmente o mesmo que o trabalho filosófico, chamado Triagmos (ou Triagmoi), que parece ter sido um tratado sobre a constituição das coisas de acordo com a teoria das tríades; os últimos fragmentos sobreviventes sugerem que ele possuía inclinações pitagóricas. O Hypomnemata é identificado por alguns autores com o Epidemiai ou o Ekdemetikos, que continham ou um relato das suas viagens, ou da visita de pessoas famosas a Quio.